# Stadsbegraafplaats Leuven

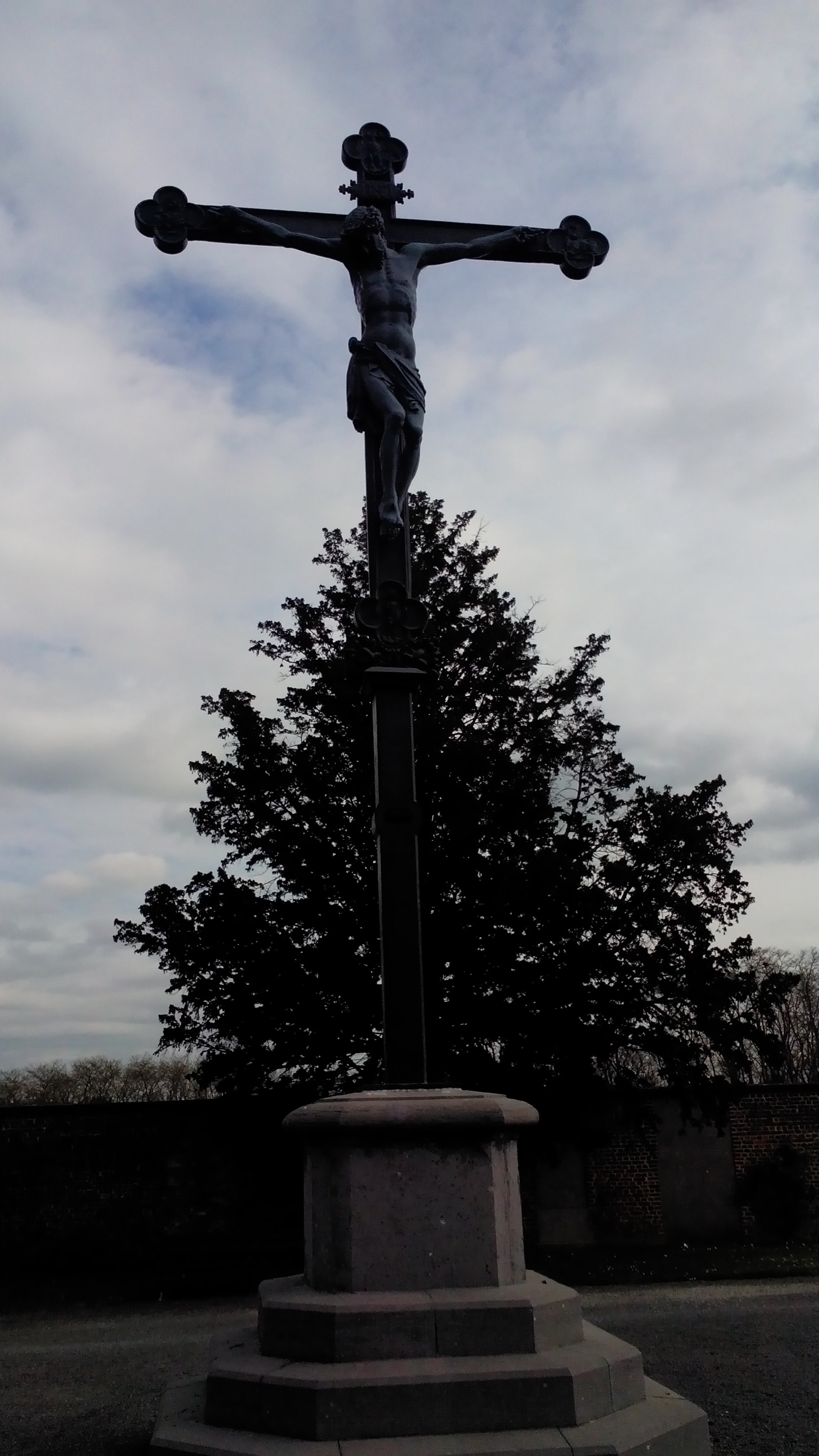
Kruis dat er al staat sinds het begin

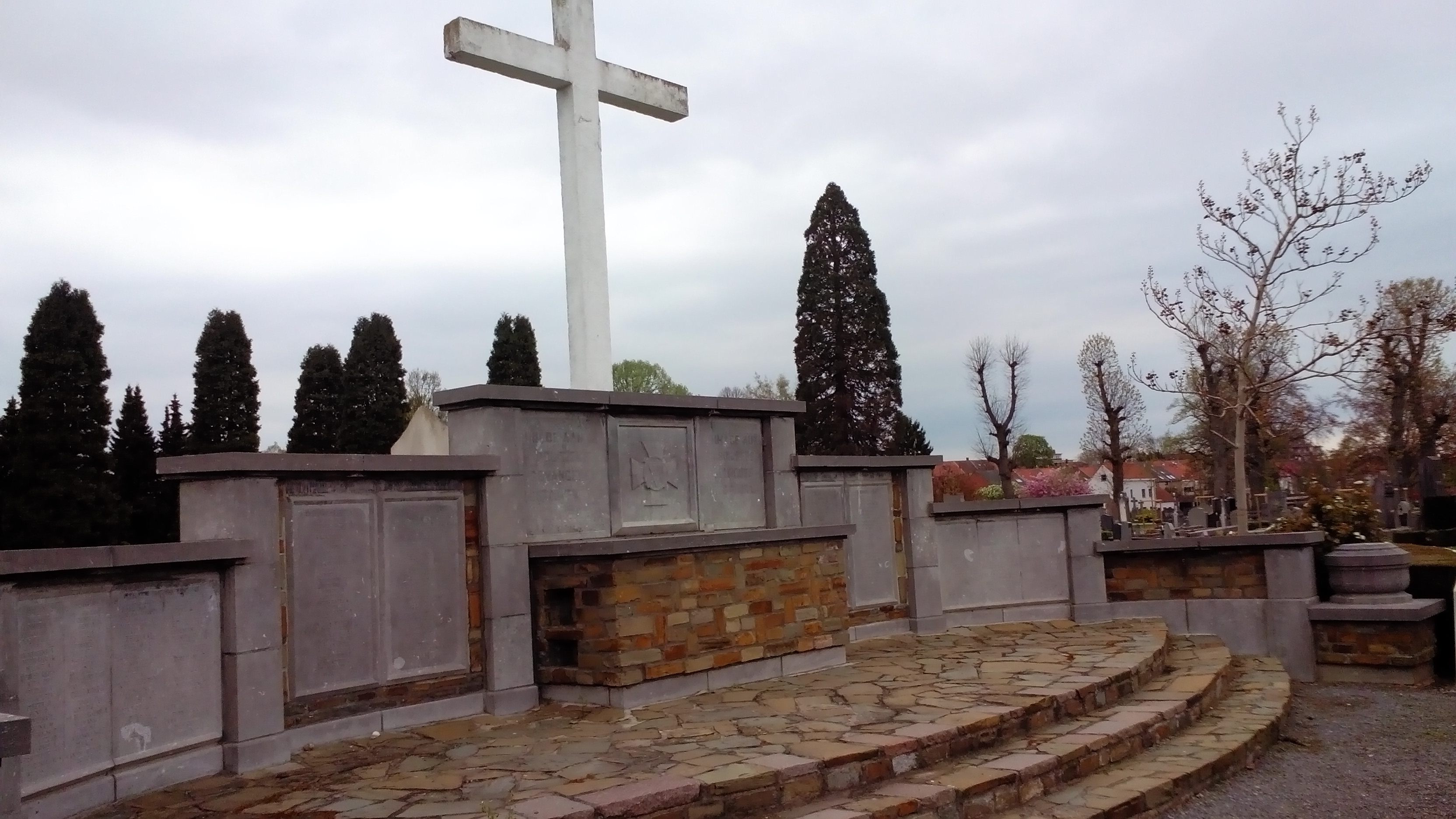
Ander kruis

Tot aanleg van de Stadsbegraafplaats Leuven werd besloten tijdens de Franse overheersing. De begraafplaats ligt in Heverlee tussen de Tivolistraat, de Bierbeekstraat en de Pleinstraat en de Philipssite. Het is echter pas toen de gemeentes er verantwoordelijk voor werden gesteld en daar kosten voor mochten innen dat het echt in gebruik werd genomen. Tot die tijd wensten de mensen het liefst zo dicht mogelijk bij de kerken worden begraven. Als het even kon, nog het liefste in de kerken zelf, maar dat was enkel weggelegd voor de rijke stinkerds. 
Dit gebruik werd echter onleefbaar, aangezien die kerken het centrum van de leefgemeenschappen waren. Zo werd er dus gekozen voor een terrein buiten het centrum van de stad en de toenmalige woonkernen.
In het begin waren alle graven eeuwigdurend. In de jaren '70 werd dit echter ingeperkt tot 20 à 25 jaar.
Er zijn columbaria en een strooiweide en een gedeelte waar lichamen liggen van personen die hun lichaam schonken aan de wetenschap. Er is ook een sterrenweide waar de niet-levensvatbare baby's en foetussen begraven kunnen worden. 
Op de regionale zender ROBtv kon men in november 2022 kijken naar een tv reeks over deze begraafplaats. De titel van deze reeks was :"Voor eeuwig en altijd".

## Prominenten die er begraven liggen
- Leo Colins, burgemeester van 1905 tot 1921
- Vital Decoster, burgemeester van 1901 tot aan zijn dood in 1904
- Léon Schreurs, soldaat
- Alfons Smets, burgemeester van 1947 tot 1952
- Prosper Van Langendonck, Belgisch politicus
- Leopold Vander Kelen, burgemeester van 1872 tot 1895
- Alfons Vranckx, Belgisch socialistisch politicus